# Union Sportive Marocaine
L'Union Sportive Marocaine o USM de Casablanca o US Marocaine fou un club de futbol marroquí de la ciutat de Casablanca.
Va ser fundat el 1913 i desaparegué el 1958.

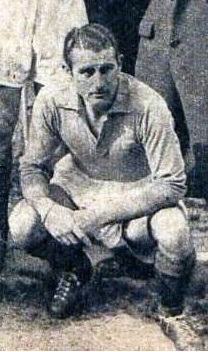
Mario Zatelli.

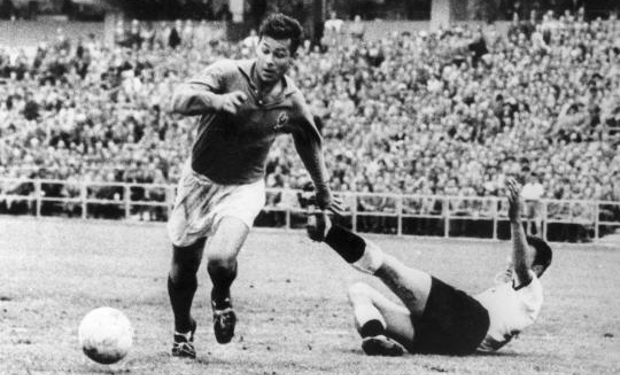
Just Fontaine.

Al club van jugar homes com Mario Zatelli, Marcel Cerdan, Just Fontaine o Larbi Ben Barek

## Palmarès
- Lliga marroquina de futbol:[6]
  - 1917, 1918, 1919, 1920, 1932, 1933, 1934, 1935, 1938, 1939, 1940, 1941, 1942, 1943, 1946, 1947

- Copa marroquina de futbol:[7]
  - 1936, 1940, 1941, 1943, 1944, 1946, 1955

- Coupe Gil:
  - 1934, 1935, 1936, 1938, 1939, 1941, 1942, 1943, 1944, 1945, 1955

- Ligue du Chaouia:
  - 1941

- Coupe du Chaouia:
  - 1946

- Campionat de l'Àfrica del Nord francesa de futbol:[8]
  - 1932, 1933, 1934, 1942, 1952

- Copa de l'Àfrica del Nord francesa de futbol:[9]
  - 1947, 1953

- Super Coupe Toussaint:
  - 1937

## Jugadors destacats
- Just Fontaine
- Larbi Benbarek
- Abderrahman Mahjoub[5]
- Marcel Cerdan
- Mario Zatelli
- Georges Janin
- Père Jégo